# ブジェツラフ
ブジェツラフ（チェコ語: Břeclav [ˈbr̝ɛtslaf]）はチェコの都市。オーストリア、スロヴァキア国境に近い。世界遺産として登録されている「レドニツェとヴァルチツェの文化的景観」地域へバスで30分程度。かつてはオーストリア領で、ルンデンブルク（Lundenburg）と称された。人口は約2万5千人（2005年）。

## 概要
ディイェ川沿いに位置する。鉄道交通における要所であり、チェコのブルノ（50キロ北西）、オーストリアのウィーン（70キロ南西）、スロヴァキアのブラチスラヴァ（70キロ南）などへと至るインターシティ（IC）が頻繁に運行している。
11世紀半ば、ブジェチスラフ1世（Břetislav I.）によって街の基礎が築かれた。街の名称も彼の名にちなんでいる。1839年、ウィーンからブジェツラフを経てブルノへと至る鉄道路線が開通した。
ユダヤの歴史とも関係の深い街で、15世紀初頭よりユダヤ人が居住していた記録が残されている。三十年戦争、第二次世界大戦の戦禍でシナゴーグが破壊されたが、1999年までに再建され、南モラヴィア地方におけるユダヤ人の歴史などが展示されている。

## 姉妹都市
- アンドリシュフ、ポーランド
- プレゾヴァー・ポド・ブラドロム、チェコ
- ノヴィー・ボル、チェコ
- シェントイェルニェイ、スロベニア
- トルナヴァ、スロバキア
- ズヴェンテンドルフ・アン・デア・ドナウ、オーストリア